# Paravauxita
La paravauxita es un mineral de la clase de los minerales fosfatos, y dentro de esta pertenece al llamado “grupo de la laueíta”. Fue descubierta en 1922 en la mina Siglo Veinte en el municipio de Llallagua de la  provincia de Rafael Bustillo, en el departamento de Potosí (Bolivia), siendo nombrada así por su relación química con la vauxita.

## Características químicas
Es un fosfato de hierro y aluminio, hidroxilado e hidratado. Todos los minerales del grupo de la laueíta en que se encuadra son fosfatos y arsenatos del sistema cristalino triclínico, siendo un dimorfo de la metavauxita, de igual fórmula química pero que cristaliza en monoclínico.

## Formación y yacimientos
Se forma como mineral primario, de aparición rara, generalmente encostrando cristales de cuarzo en vetas hidrotermales presentes en los depósitos de estaño de Llallagua, en complejos de pegmatitas graníticas.
Suele encontrarse asociado a otros minerales como: vauxita, metavauxita, wavellita, sigloíta, crandallita, childrenita o cuarzo.

## Usos
Puede ser extraído como mena del hierro y aluminio.